# Ilex costaricensis
Ilex costaricensis là một loài thực vật có hoa trong họ Aquifoliaceae. Loài này được Donn.Sm. mô tả khoa học đầu tiên năm 1914.